# 魏爾巴赫河 (穆德河支流)
49°40′10.05″N 9°12′42.51″E / 49.6694583°N 9.2118083°E

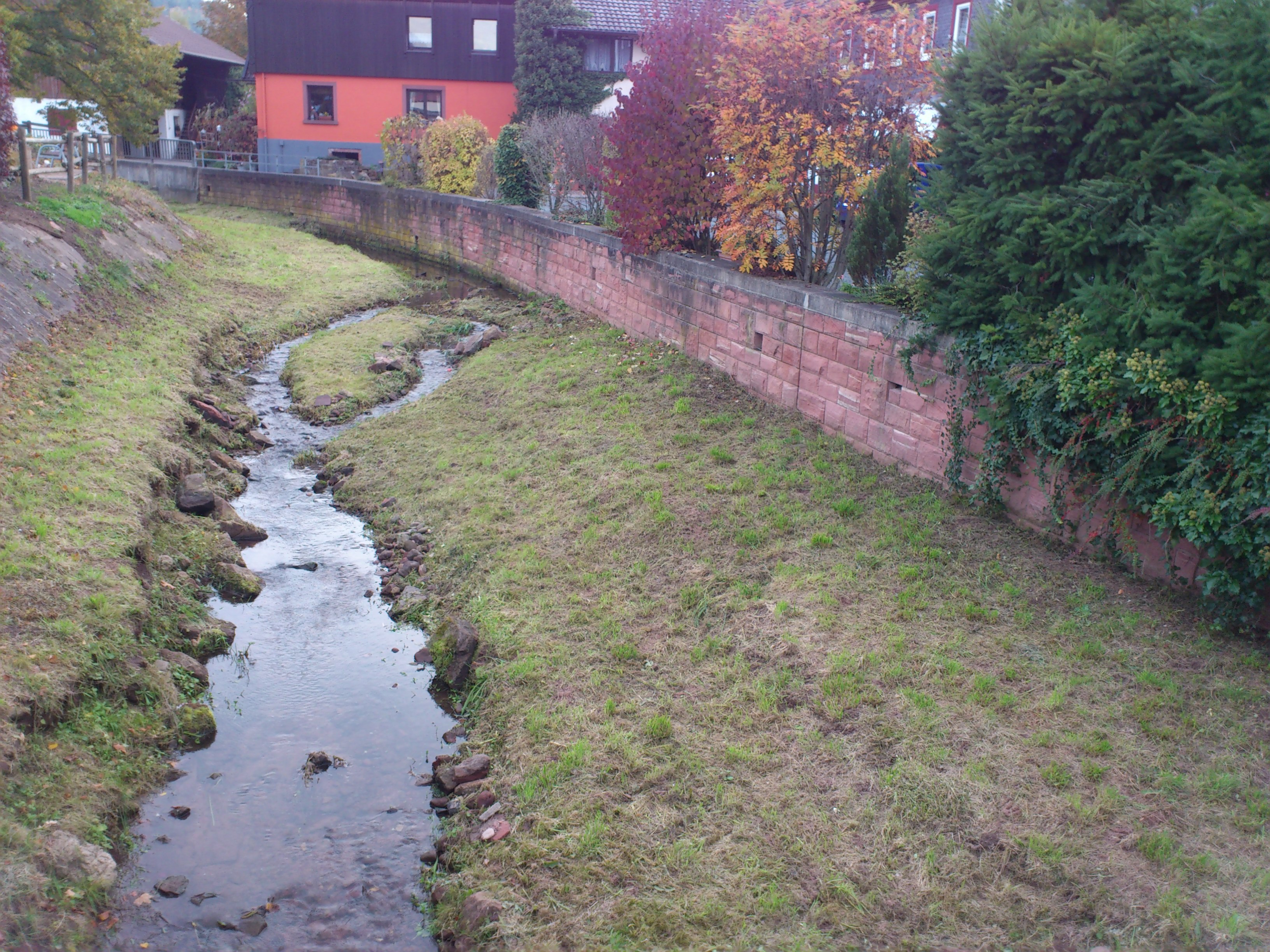

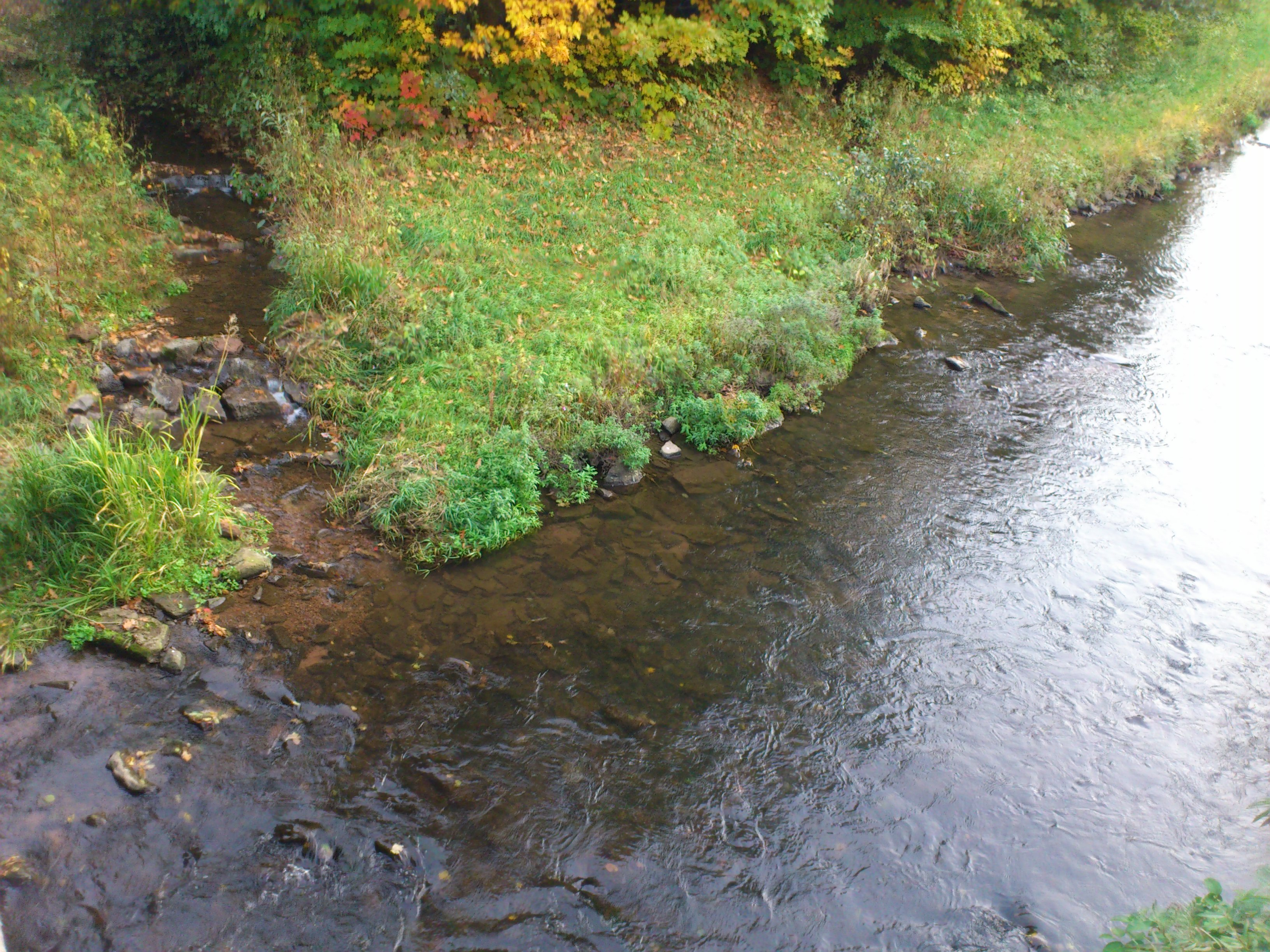

魏爾巴赫河是德國的河流，位於該國東南部，由巴伐利亞負責管轄，屬於穆德河的右支流，河道全長6.7公里，河口處在魏爾巴赫，流經米爾滕貝格縣。